# 帕拉瓦斯莱弗洛
帕拉瓦斯莱弗洛（法語：Palavas-les-Flots，法語發音：[palavas le flo]），简称帕拉瓦斯，是法国埃罗省的一个市镇，位于该省东部，地中海海滨，属于蒙彼利埃区。

## 地名
该地名“Palavas-les-Flots”发音为[palavas le flo]，“Palavas”的末尾字母“s”发音，《世界地名翻译大辞典》与《世界地名译名词典》将其误译作“帕拉瓦莱弗洛”。

## 地理
帕拉瓦斯莱弗洛（43°31'46"N, 3°55'50"E）面积2.38 平方千米，位于法国奧克西塔尼大區埃罗省，该省份为法国南部沿海省份，南濒地中海，西南接奥德省，西北接塔恩省和阿韦龙省，东北与加尔省接壤。
与帕拉瓦斯莱弗洛接壤的市镇（或旧市镇、城区）包括：拉特、莫吉奥、佩罗勒、马格洛讷新城。
帕拉瓦斯莱弗洛的时区为UTC+01:00、UTC+02:00（夏令时）。

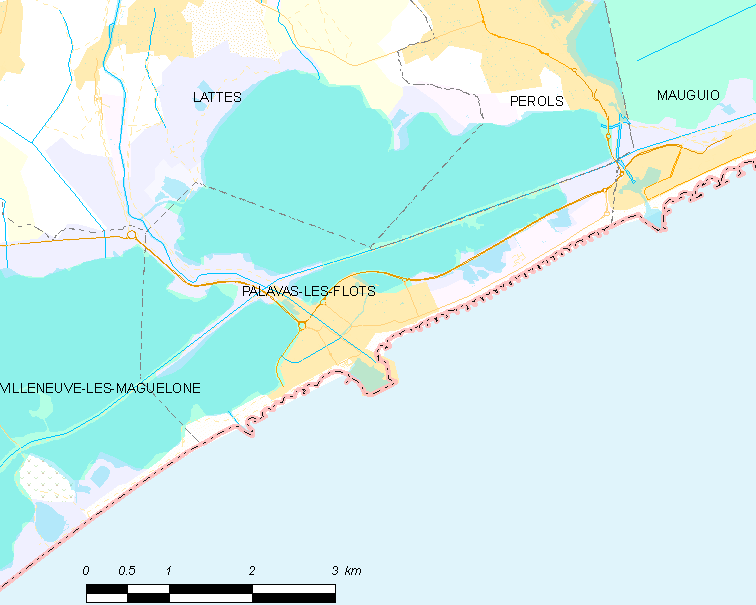
帕拉瓦斯莱弗洛的OSM定位图

## 行政
帕拉瓦斯莱弗洛的邮政编码为34250，INSEE市镇编码为34192。

## 政治
帕拉瓦斯莱弗洛所属的省级选区为莫吉奥县。

## 人口

1962-2008年间帕拉瓦斯莱弗洛人口变化图示

帕拉瓦斯莱弗洛于2022年1月1日时的人口数量为6007人。